# Nguyễn Thị Hoàng Anh
Nguyễn Thị Hoàng Anh (sinh ngày 23 tháng 5 năm 1960) là một nhà ngoại giao và thẩm phán người Việt Nam. Bà hiện là Thẩm phán Tòa án nhân dân tối cao Việt Nam, thành viên Hội đồng Thẩm phán Tòa án nhân dân tối cao. Bà từng là Đại sứ đặc mệnh toàn quyền của Việt Nam tại Cộng hòa Liên bang Đức từ năm 2012 đến năm 2015.. Bà là đại sứ đầu tiên trong lịch sử được bổ nhiệm làm Thẩm phán Tòa án nhân dân tối cao.

## Xuất thân
Bà Nguyễn Thị Hoàng Anh sinh ngày 23 tháng 5 năm 1960 tại Jakarta, Indonesia. Bà có quê quán tại xã Hải Tân, huyện Hải Lăng, tỉnh Quảng Trị.

## Giáo dục
Từ 1980 đến 1984, bà học Đại học Luật tại ĐH Tổng hợp Humboldt, Berlin, Đức..
Từ năm 1985 đến năm 1988, bà làm nghiên cứu sinh Tiến sĩ Luật (Dr. jur.) chuyên ngành Công pháp quốc tế tại ĐH Tổng hợp Humboldt, Berlin, Đức.
Bà biết tiếng Đức và tiếng Anh.

## Sự nghiệp
Từ năm 1991 đến năm 1997, bà là Chuyên viên, Trưởng phòng Công pháp quốc tế, Vụ Luật pháp và Điều ước quốc tế – Bộ Ngoại giao Việt Nam.
Từ năm 1997 đến năm 2000, bà là Phu nhân Trưởng Văn phòng Berlin, Đại sứ quán CHXHCN Việt Nam tại Cộng hòa Liên bang Đức.
Từ năm 2000 đến năm 2002, bà là Trưởng phòng Điều ước quốc tế, Vụ Luật pháp và Điều ước quốc tế.
Từ năm 2002 đến năm 2003, bà là Trợ lý Vụ trưởng Vụ Luật pháp quốc tế phụ trách các vấn đề về pháp chế và điều ước quốc tế.
Từ năm 2003 đến năm 2009, bà là Phó Vụ trưởng Vụ Luật pháp quốc tế, phụ trách các vấn đề về công pháp quốc tế và biên giới lãnh thổ.
Từ tháng 7 năm 2009 đến tháng 5 năm 2012, bà là Vụ trưởng Vụ Luật pháp quốc tế.
Từ tháng 7 năm 2012, bà là Đại sứ Đặc mệnh Toàn quyền CHXHCN Việt Nam tại CHLB Đức. Bà Nguyễn Thị Hoàng Anh nhận nhiệm vụ thay người tiền nhiệm của bà là Tiến sĩ Đỗ Hòa Bình hết nhiệm kỳ công tác tại Đức. Bà là nữ đại sứ đầu tiên của Việt Nam tại CHLB Đức và là một trong những đại sứ thông thạo tiếng Đức.

### Thẩm phán Tòa án nhân dân tối cao
Năm 2015, bà được Ban cán sự Đảng Cộng sản Việt Nam ở Bộ Ngoại giao Việt Nam giới thiệu làm Thẩm phán Tòa án nhân dân tối cao.
Ngày 26 tháng 6 năm 2015, bà được Quốc hội Việt Nam khóa 13 phê chuẩn làm Thẩm phán Tòa án nhân dân tối cao (470 phiếu hợp lệ – 2 phiếu không hợp lệ; 320 phiếu đồng ý – 150 phiếu không đồng ý) Trước đó, vào ngày 24 tháng 6 năm 2015, khi trình bày báo cáo thẩm tra ứng cử viên, ông Nguyễn Văn Hiện, Chủ nhiệm Ủy ban Tư pháp của Quốc hội nói rằng có những ý kiến cho rằng bà Nguyễn Thị Hoàng Anh được đào tạo chuyên sâu luật Công pháp chứ không phải Tư pháp, công tác lâu năm trong lĩnh vực pháp luật quốc tế và ngoại giao, chưa từng công tác tại các cơ quan tư pháp, và đã quá tuổi 55 (theo nghị định 53 của Chính phủ), nên không đồng ý bổ nhiệm bà làm Thẩm phán Tòa án nhân dân tối cao.
Ngày 31 tháng 7 năm 2015, Chủ tịch nước Trương Tấn Sang đã trao quyết định bổ nhiệm Thẩm phán Tòa án nhân dân tối cao cho bà Nguyễn Thị Hoàng Anh cùng 14 người khác.
Bà là đại sứ đầu tiên trong lịch sử Việt Nam được bổ nhiệm làm Thẩm phán Tòa án nhân dân tối cao.

## Gia đình
Bà đã kết hôn. Chồng bà là ông Nguyễn Hữu Tráng, quê quán ở tỉnh Bắc Ninh, từng làm Trưởng Văn phòng Berlin thuộc Đại sứ quán Việt Nam tại Đức, Tổng Lãnh sự đầu tiên của Việt Nam tại Frankfurt/Main (Đức) từ năm 2007 đến năm 2011. Nguyễn Hữu Tráng cũng Tốt nghiệp đại học Luật ở Berlin chuyên ngành công pháp quốc tế (Völkerecht) và về Việt Nam năm 1982. Ông sang học ở Cộng hòa Dân chủ Đức (Đông Đức) từ năm 1977, từng học đại học ở Leipzig, Berlin và Heidelberg (1989-1990). Tính đến năm 2011, ông có gần 25 năm công tác ở Cục Lãnh sự Bộ Ngoại giao Việt Nam, từ năm 1994 ông là lãnh đạo Cục Lãnh sự Bộ Ngoại giao Việt Nam.
Nguyễn Thị Hoàng Anh có hai người con.